# Pierre Allorge
Pierre Allorge (12. dubna 1891 Paříž - 21. ledna 1934 tamtéž) byl francouzský botanik, specialista na nekvetoucí rostliny.

## Kariéra
Byl členem Société botanique de France jejímž prezidentem se stal roku 1913. Získal profesuru a roku 1933 se stal vedoucím úseku cryptogamae v Muséum national d'histoire naturelle.

## Dílo
- Les Bombements de Sphaignes, milieu biologique, 1927
- Brystheca Iberica, 1928
- Clés des mucorinées, 1939
- Essai de bryogéographie de la Péninsule Ibérique, 1947
- Essai de géographie botanique des hauteurs de l'Hautie et de leurs dépendances, 1913
- Les êtres vivants, 1937
- Études sur la flore et la végétation de l'ouest de la France. II. Remarques sur quelques associations végétales du massif de Multonne. Concentration en ions II dans la bruyère à Sphaignes, 1926
- Matériaux pour la flore des algues d'eau douce de la Péninsule Ibérique. I. Hétérocontes, Euchlorophycées et Conjuguées de Galice, 1930
- La Végétation et les groupements muscinaux des montagnes d'Algésiras, 1945